# ...E io canto
...E io canto è il settimo album del cantante italiano Riccardo Cocciante, pubblicato nel 1979 dalla RCA Italiana.

## Tracce
Testi e musiche di M. Luberti e R. Cocciante.
1. Le mani in tasca – 1:56
2. Io canto – 4:25
3. Qui nel mio cuore – 4:20
4. Fiaba – 2:54
5. Carnevale – 3:57
6. Il treno – 4:27
7. Canzone ad un amico – 3:48
8. Piove – 4:43
9. Il cappello – 3:25

## Formazione
- Riccardo Cocciante – voce, cori, pianoforte
- Alberto Visentin – tastiera
- Carlo Pennisi – chitarra
- Derek Wilson – batteria
- Maurizio Guarini – tastiera, cori, sintetizzatore
- Alex Serra – percussioni
- Dino Kappa – basso